# Ernest Lewonowitsch Pogosjanz
Ernest Lewonowitsch Pogosjanz (russisch Эрнест Левонович Погосянц, wiss. Transliteration Ernest Levonovič Pogosjanc; * 5. Juni 1935 in Tschuhujiw, Oblast Charkiw; † 16. August 1990 in Moskau) war ein sowjetischer Schachkomponist.

## Schachkomposition
Pogosjanz war einer der produktivsten Komponisten. Er publizierte seit 1958 über 6100 Studien und 1100 Schachaufgaben. Viele von ihnen wurden in regionalen Zeitungen und Zeitschriften veröffentlicht und blieben so der Schachwelt weitgehend unbekannt. Mitunter erschienen seine Kompositionen in den regionalen Zeitungen in Notation ohne Diagramm, zum Beispiel als Lösewettbewerb. Allein in Schachmaty w SSSR erschienen unter der Rubrik Schule der Analyse monatlich 6 seiner Studien als Analyse- und Endspieltraining.
Ernest Pogosjanz komponierte zahlreiche Miniaturen und Fünfsteiner. Er strebte effektvolle Lösungen bei sparsamstem Einsatz der Mittel an und hielt sich nach Möglichkeit an die Grundsätze der klassischen Komposition. 1988 wurde er Großmeister für Schachkomposition.
|   | a | b | c | d | e | f | g | h |   |
| 8 |   |   |   |   |   |   |   |   | 8 |
| 7 |   |   |   |   |   |   |   |   | 7 |
| 6 |   |   |   |   |   |   |   |   | 6 |
| 5 |   |   |   |   |   |   |   |   | 5 |
| 4 |   |   |   |   |   |   |   |   | 4 |
| 3 |   |   |   |   |   |   |   |   | 3 |
| 2 |   |   |   |   |   |   |   |   | 2 |
| 1 |   |   |   |   |   |   |   |   | 1 |
|   | a | b | c | d | e | f | g | h |   |

Lösung:
1. Kf6! Kh6

2. d6 Se8+

3. Lxe8 e3

4. d7! (4. Lb5? e2 5. Lxe2 patt) e2

5. d8S! e1S! (5. … e1D 6. Sf7+ Kh5 7. Se5+ Kh4 8. Sf3+)

6. Sc6 Sf3

7. Se7 Sh4

8. Sg8 matt

Interessante Motivierung der beiderseitigen Springerunterverwandlung.

## Privates
Ernest Pogosjanz unterrichtete Mathematik.
Als etwas naiver, junger Mann wurde er wegen Kritik an KGB-Chef Alexander Schelepin inhaftiert. Als Folge medikamentöser Behandlungen, die er in einer psychiatrischen Klinik erdulden musste, litt er sein Leben lang an Schlafstörungen. Diese Erfahrungen hinderten ihn nicht daran, seinen kommunistischen Idealen treu zu bleiben.